# 3263 Bligh
3263 Bligh este un asteroid din centura principală, descoperit pe 5 februarie 1932 de Karl Reinmuth.